# Eckeröhallen

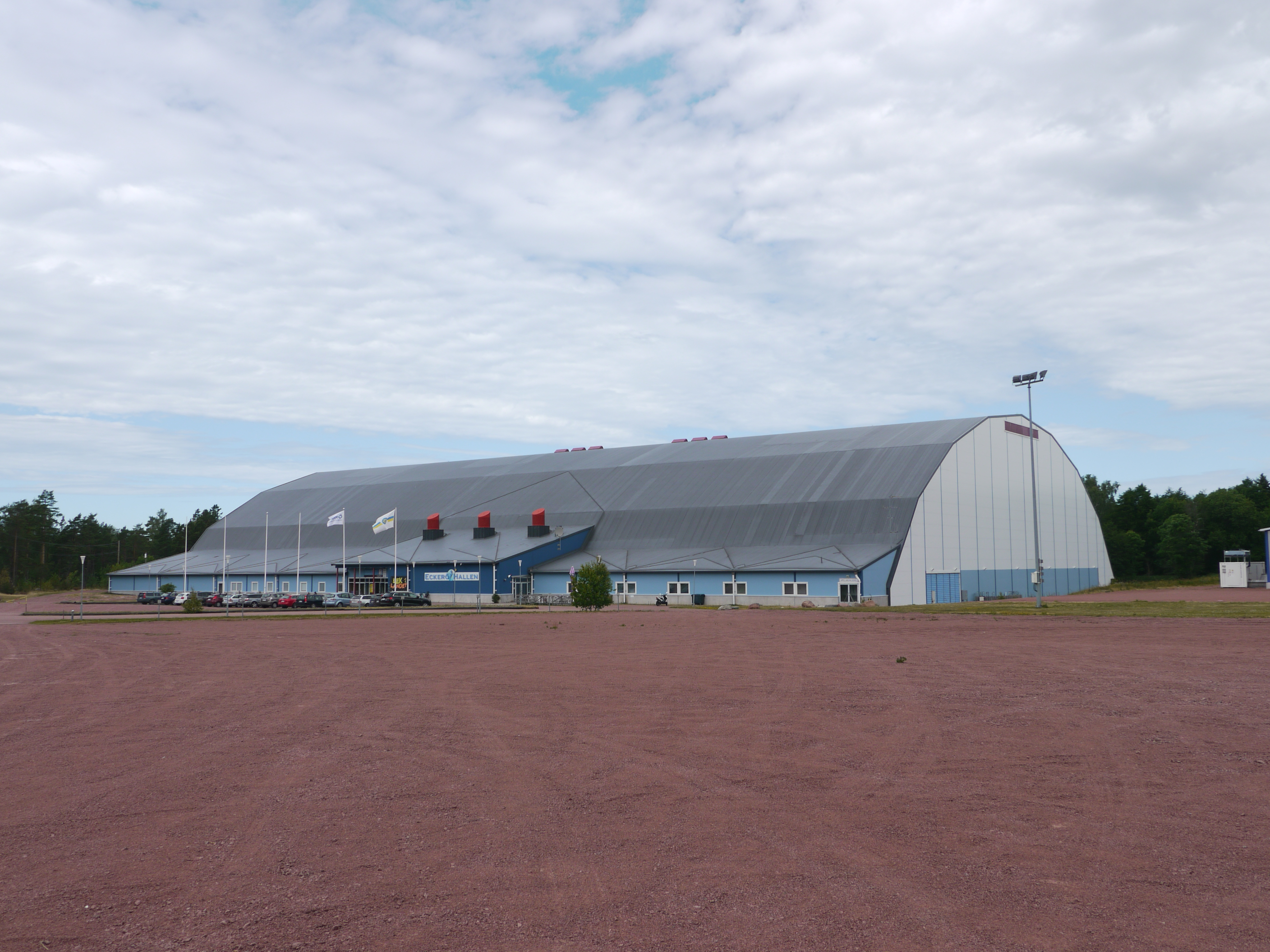
Eckeröhallen är Ålands största sporthall.

Eckeröhallen är en sporthall i Eckerö på Åland. Hallen är Ålands största och rymmer en fullstor konstgräsfotbollsplan, sex stycken 110 meter långa löparbanor, hopp- och kastanläggning, sex omklädningsrum för lag, samt fyra mindre omklädningsrum för domare och funktionärer. Det finns även möjlighet att lägga ut golv över planen för att anpassa den för övriga bollsporter samt andra slags evenemang. I hallen finns även gym, cafeteria samt ett konferensrum.
Hallen färdigställdes år 2000, den har läktarkapacitet för 1 200 personer och total kapacitet för 5 000 personer.